# Sossenski
Sossenski (russisch Сосенский) ist eine Stadt in der Oblast Kaluga (Russland) mit 12.392 Einwohnern (Stand 14. Oktober 2010).

## Geografie
Die Stadt liegt etwa 90 km südwestlich der Oblasthauptstadt Kaluga an den Flüsschen Sossenka und Pessotschnaja, rechten Nebenflüssen der Schisdra im Flusssystem der Wolga.
Sossenski liegt im Rajon Koselsk.

## Geschichte
Der Ort entstand ab 1952 im Zusammenhang mit der Errichtung von Kohleschächten im Moskauer Braunkohlebecken, erhielt am 19. März 1954 den Status einer Siedlung städtischen Typs als Leninski, was aber bereits am 10. April des gleichen Jahres in Schepeljowski nach dem Namen der schon zuvor existierenden Bahnstation Schepeljowo geändert wurde.
1991 das Stadtrecht unter dem heutigen Namen verliehen, abgeleitet vom russischen sosna für Kiefer (siehe Stadtwappen).

### Bevölkerungsentwicklung
| Jahr | Einwohner |
| ---- | --------- |
| 1959 | 7.034     |
| 1970 | 6.259     |
| 1979 | 8.264     |
| 1989 | 13.275    |
| 2002 | 12.623    |
| 2010 | 12.392    |

Anmerkung: Volkszählungsdaten

## Wirtschaft und Infrastruktur
Nachdem der Kohleabbau eingestellt wurde, sind die wichtigsten Betriebe ein Werk des Gerätebaus, der Baumaterialienwirtschaft (Stroidetal) und der Textilindustrie.
Die Stadt liegt an der 1941 eröffneten Eisenbahnstrecke Suchinitschi–Koselsk–Tula (Station Schepeljowo vier Kilometer südöstlich der Stadt).